# Cama Zotz

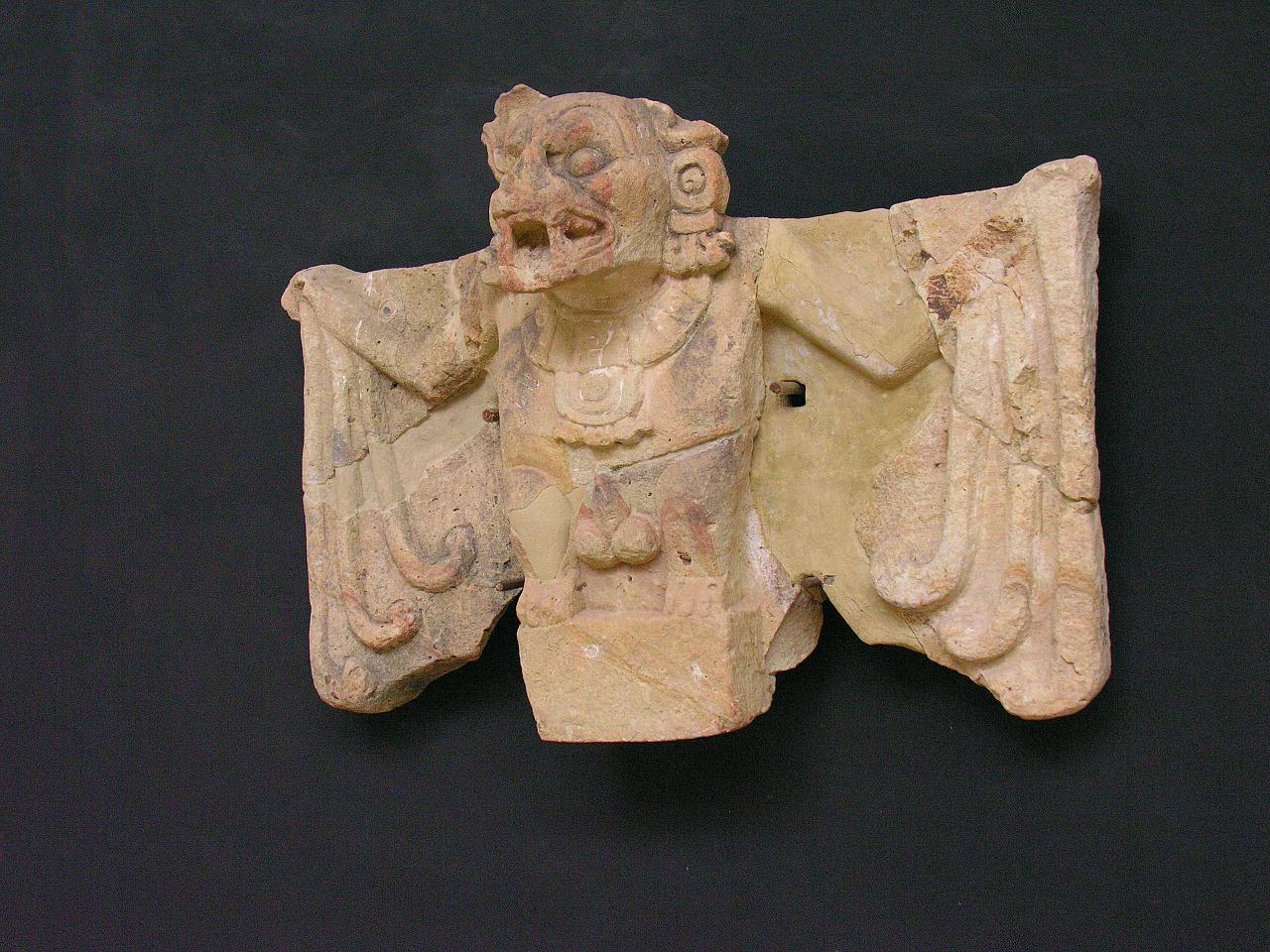
Cama Zotz, Copán, Klassik

Cama Zotz oder Camazotz, auch Zotzilaha Chamalcan genannt, war die Fledermaus-Gottheit der Maya-Unterwelt Xibalbá.
Das Popol Vuh berichtet, die Gottheit habe die mythischen Zwillinge Hunahpú und Ixbalanqué herausgefordert, weil sie verhindern wollte, dass sie ihre Wohnstätte, das sogenannte „Fledermaushaus“, passierten. Hunahpú wurde von Cama Zotz besiegt, dann überlistete Hunahpú ihn aber während eines Ballspiels gegen die Götter der Unterwelt.

## Etymologie
Cama Zotz wird gebildet aus den Quiché-Wörtern kame (camé) für Tod und sotz (dzótz) für Fledermaus als Symbol von Tod und Wiederauferstehung.